# Fenakit
Fenakit er et sjældent mineral, der består af berylliumsilikat, Be2SiO4 og som i høj grad ligner bjergkrystal. Det har en hårdhed på 7,7 (næsten på niveau med topas) og en massefylde på 2,98.
Mineralet findes flere steder i Ural og derudover i Østafrika, Brasilien (store krystaller), Colorado, Kragerø i Norge, såvel som andre steder. Fuldstændigt vandklare mineraler findes i Tokovaja i Ural, og kan slibes til brillianter.

## Fodnoter
1. ↑  Meyers varulexikon, Forum, 1952

| Kemi | Spire Denne artikel om kemi er en spire som bør udbygges. Du er velkommen til at hjælpe Wikipedia ved at udvide den. |